# Cantleya
Cantleya, monotipski biljni rod iz porodice Stemonuraceae. Jedina vrsta je C. corniculata, od 15 do 40 m. visoko aromatično drvo iz Malezije i Indonezije (otoci Borneo i Sumatra, i Malajski poluotok).
Raste po nizinskim šumama, česato u močvarnim uvjetima. Ima cijenjeno drvo koje je mnogo traženo i često se izvozi, a koristi se za izgradnju kuća, brodova, mostove i drugog. 
Zbog eksploatacije na IUCN-ovom Crvenom popisu ugroženih vrsta (2011) klasificirana je kao osjetljiva vrsta.

## Sinonimi
- Platea corniculata Becc.
- Cantleya johorica Ridl.
- Stemonurus corniculatus (Becc.) Ridl.
- Urandra corniculata (Becc.) Foxw.